# Autostrada A557 (Franța)
Autostrada A557, sau A557, este singura autostradă franceză strict unidirecțională. Este, de fapt, mai degrabă o lungă bretea de legătură între A7-nord și A55-sud, utilizabilă doar în sensul Aix-en-Provence → Marsilia. Traseul său se desfășoară aproape integral pe un viaduct și include o singură ieșire. Viaductul dispune de două benzi de circulație, cu excepția extremităților, unde are doar o singură bandă.
A557 trebuia inițial să fie compusă din două viaducte identice, permițând astfel o circulație bidirecțională cu 2*2 benzi. Totuși, viaductul sud, care ar fi susținut circulația în sensul Marsilia → Aix-en-Provence, nu a fost niciodată construit.
Această autostradă este gratuită, neconcesionată și administrată de DIR Méditerranée.

## Istoric
Declarație de utilitate publică
- 24.09.1942: Secțiunea Marsilia-Plombières - Marsilia-Le Canet (A7 - ieșirea 3)[1]
- 20.04.1971: Secțiunea Marsilia-Le Canet - Marsilia-Arenc (ieșirea 3 - A55)[2], (declarația a fost prelungită pe 21.04.1978)[3]

Dare în exploatare
- 15.08.1969: Secțiunea Marsilia-Plombières - Marsilia-Le Canet (A7 - ieșirea 3)
- 22.07.1974: Secțiunea Marsilia-Le Canet - Marsilia-Arenc (ieșirea 3 - A55)

## Traseu
| De la A7 la A55 (doar în sensul A7 → A55); secțiune gratuită, neconcesionată, administrată de DIR Méditerranée. |                                                                                        |         |
| A7 E714 |                                                                                        |         |
| Intersecție | Nod rutier între A7, D4C și A557: Aix-en-Provence, Avignon, Lyon (nod rutier parțial). | A7 RD4C |
| A557 |                                                                                        |         |
| 3 - Le Canet | Cartiere deservite: Marsilia-La Joliette, Arenc, Gare maritime (nod rutier parțial).   | RD4C    |
| | Viaductul Arenc.                                                                       |         |
| A557 |                                                                                        |         |
| Intersecție | Nod rutier între A55 și A557: Marsilia-Vieux-Port (nod rutier parțial).                | A55     |
| A55 |                                                                                        |         |